# Бутківка
Бу́тківка —  село в Україні, у Старобільській міській громаді Старобільського району Луганської області. Населення становить 262 осіб. Колишній орган місцевого самоврядування — Лиманська сільська рада.
Попередня назва - Василівка.
У селі народився Яків Бутков, який працював головним озеленювачем Москви.Похований на Новодевичому кладовищі. На пам'ятнику висічені слова: Великий фахівець з озеленення Москви Бутков Яків Васильович. Народжений в 1864 році, помер 21 березня 1936 року. 

В його колишній садибі розташовано психоневрологічному диспансер.